# FFSA Academy
 (novembre 2022).
La FFSA Academy - (anciennement La Filière Elf) est un centre de formation international consacré aux métiers du sport automobile. Elle forme des pilotes, moniteurs de pilotage ainsi que des mécaniciens de course (en partenariat avec le Lycée polyvalent Le Mans Sud).
C'est la seule entreprise française exerçant l'enseignement du pilotage à être homologuée par la FFSA. Elle se situe au Technoparc Sud du Mans, au sein même du circuit des 24 Heures du Mans.

## Repères historiques
Cette section ne s'appuie pas, ou pas assez, sur des sources secondaires ou tertiaires indépendantes du sujet.

Pour l'améliorer, ajoutez-en, ou placez des modèles {{Source secondaire souhaitée}} ou {{Source secondaire nécessaire}} sur les passages mal sourcés. (septembre 2024)
L'entreprise a été créée en 1993 sous le nom de « Formule Renault-Elf » par Daniel Trema devenu responsable de la compétition chez Elf. Un recrutement national avait été effectué dans les écoles de pilotage Elf de Magny-Cours, ACO-Le Mans et Winfield-Le Castellet alors que les cours étaient dispensés au lycée Le Mans-Sud. L'année suivante à la rentrée de septembre 1994 , Elf installe son école, la « filière Elf », au Mans dans le Technoparc à peine sorti de terre et devient la première école de pilotage et de formation pour mécaniciens de course homologuée par l'éducation nationale et la FFSA. Le directeur est Dominique Lapierre alors que le responsable sportif est Laurent Sénéchal, ancien moniteur à l'ACO. Le parrain de la Filière Elf est Henri Pescarolo. Il s'agit alors de formations sur des modèles de courses baptisés « Formule campus ».
Renaud Malinconi est le premier champion de France titré en Formule Campus, de la première promotion 1994-1995.
En 1998, la section « Formule France » est ouverte[source secondaire souhaitée], ce qui signifie l'ouverture à la formation sur des modèles de type berline.
Le 30 avril 2000, un accord est trouvé entre la filière Elf et la FFSA pour développer un partenariat permanent[source secondaire souhaitée]. L'établissement est rebaptisé « Filière FFSA Elf Compétition ». Le partenariat est également établi avec le lycée Le Mans-Sud, qui y implique ses élèves de la section « mécanique du sport automobile »[source secondaire souhaitée].
Le 11 avril 2001, un premier conseil d'administration orchestré sous l'égide de la FFSA est mis en place avec un président et un directeur général, pour remplacer la société anonyme basée au Mans. Le 18 juin, Marie-George Buffet alors Ministre des sports, vient participer à l'inauguration officielle de la nouvelle école[pertinence contestée]. Dans la foulée et dès la rentrée de septembre 2002, le championnat de France FFSA de Formule Kart est inauguré[source secondaire souhaitée]. C'est alors le basculement vers la compétition de haut niveau.
En 2006, l'école ouvre ses portes à des pilotes étrangers. En 2007, l'entreprise prend le nom définitif de FFSA Academy. En 2008, l'ASA crée le Formul’Academy Euro Series[source secondaire souhaitée], une compétition approuvée par la FIA utilisant de nouveaux véhicules de compétition ; les « Formula Academy ».
En 2012, l'école opère un nouveau partenariat avec « Sports Etudes Academy »[source secondaire souhaitée] pour toute la scolarité des jeunes pilotes.

## Objectifs
Outre l'aspect financier, l'objectif était à l'origine de promouvoir les pilotes français pour les compétitions automobiles[pas clair]. L'alliance Elf-Renault a finalement ouvert le recrutement et la formation au niveau international afin de former de futurs pilotes. L'école permet aussi de préparer un diplôme de moniteur de pilotage, le Brevet Professionnel JEPS (BPJEPS), « Spécialité Sport automobile », à travers deux mentions : 
- Karting ;
- Perfectionnement du pilotage.

L'établissement forme également au Diplôme d'État JEPS (DEJEPS) « Perfectionnement sportif ».
Entre quarante et cinquante élèves sont recrutés chaque année et sont diplômés pilotes pour conduire un kart ou une monoplace de compétition. Le Pôle Espoirs, organisé en coopération avec le lycée Le Mans-Sud et l'Université du Maine, permet à des apprentis pilotes de se former jusqu'à 21 ans tout en continuant leurs études en parallèle. La formation de mécanicien est gratuite et proposée en partenariat avec l'éducation nationale et permet à 10 % de ses diplômés d'entrer dans le monde de la compétition professionnelle et à 90 % d'entre eux d'obtenir un emploi par le biais de l'agence nationale pour l'emploi.[source secondaire souhaitée].

## Célébrités
Cette section ne s'appuie pas, ou pas assez, sur des sources secondaires ou tertiaires indépendantes du sujet.

Pour l'améliorer, ajoutez-en, ou placez des modèles {{Source secondaire souhaitée}} ou {{Source secondaire nécessaire}} sur les passages mal sourcés. (septembre 2023)

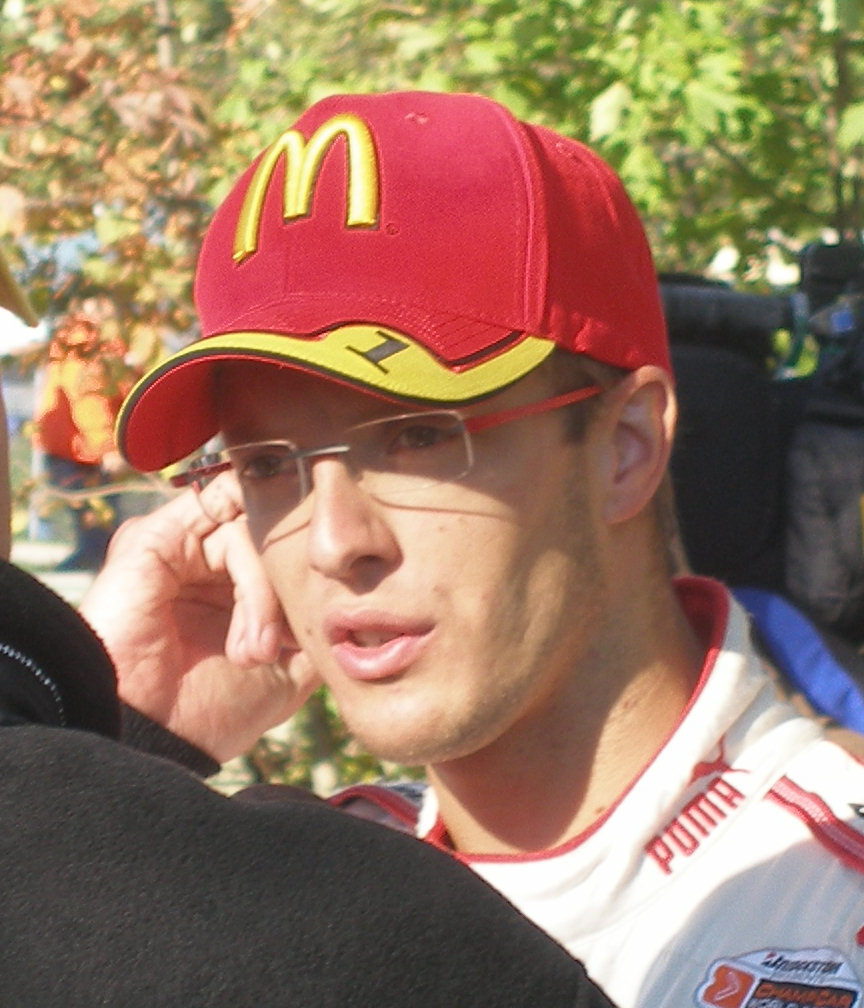
Sébastien Bourdais (2006)

L'école compte des anciens élèves qui sont aujourd'hui dans le monde professionnel de la course automobile. Les anciens élèves de l'époque 1993-2007 ont reçu l'appellation de « Campusards », du fait de leur participation au championnat de France de Formule campus.
On retrouve plusieurs noms connus comme :
- Simon Pagenaud, champion IndyCar en 2016, vainqueur des 500 miles d'Indianapolis en 2019 et deuxième des 24 Heures du Mans en 2011
- Sébastien Bourdais, quadruple champion de Champ Car en 2004, 2005, 2006, 2007, six victoires en IndyCar, second des 24 Heures du Mans en 2007, 2009, 2011, pilote Toro Rosso en 2008 et 2009
- Pierre Gasly, vainqueur de Grand Prix de Formule 1 (Grand Prix d'Italie 2020)
- Jean-Éric Vergne, double-champion de Formule E en 2017-2018 et 2018-2019, pilote Toro Rosso entre 2012 et 2014
- Stoffel Vandoorne, pilote McLaren en 2017 et 2018, deuxième de Formule E en 2019-2020, troisième des 24 Heures du Mans en 2019, champion de Formule E en 2021-2022.
- Romain Dumas, double-vainqueur des 24 Heures du Mans en 2010 et 2016
- Loïc Duval, vainqueur des 24 Heures du Mans en 2013, champion du monde de WEC en 2013
- Anthoine Hubert

Liste complète :
- Sébastien Bourdais
- Jonathan Cochet
- Romain Dumas
- Loïc Duval
- Renaud Malinconi
- Franck Montagny
- Simon Pagenaud
- Sébastien Philippe
- Charles Pic
- Alexandre Prémat
- Pierre Ragues
- Stéphane Sarrazin
- Oriol Servià
- Benoît Tréluyer
- Stoffel Vandoorne
- Jean-Éric Vergne
- Jean-Karl Vernay
- Pierre Gasly
- Norman Nato
- Paul-Loup Chatin
- Anthoine Hubert
- Dorian Boccolacci
- Victor Martins
- Théo Pourchaire
- Isack Hadjar